# Переславский железнодорожный музей
Пересла́вский железнодорожный музей — частный технический музей (форма собственности — некоммерческое партнёрство), где собраны натурные образцы узкоколейной железнодорожной техники, а также сопутствующие им машины и механизмы конца XIX — первой половины XX веков.
Находится в посёлке Талицы Переславского района.

## История

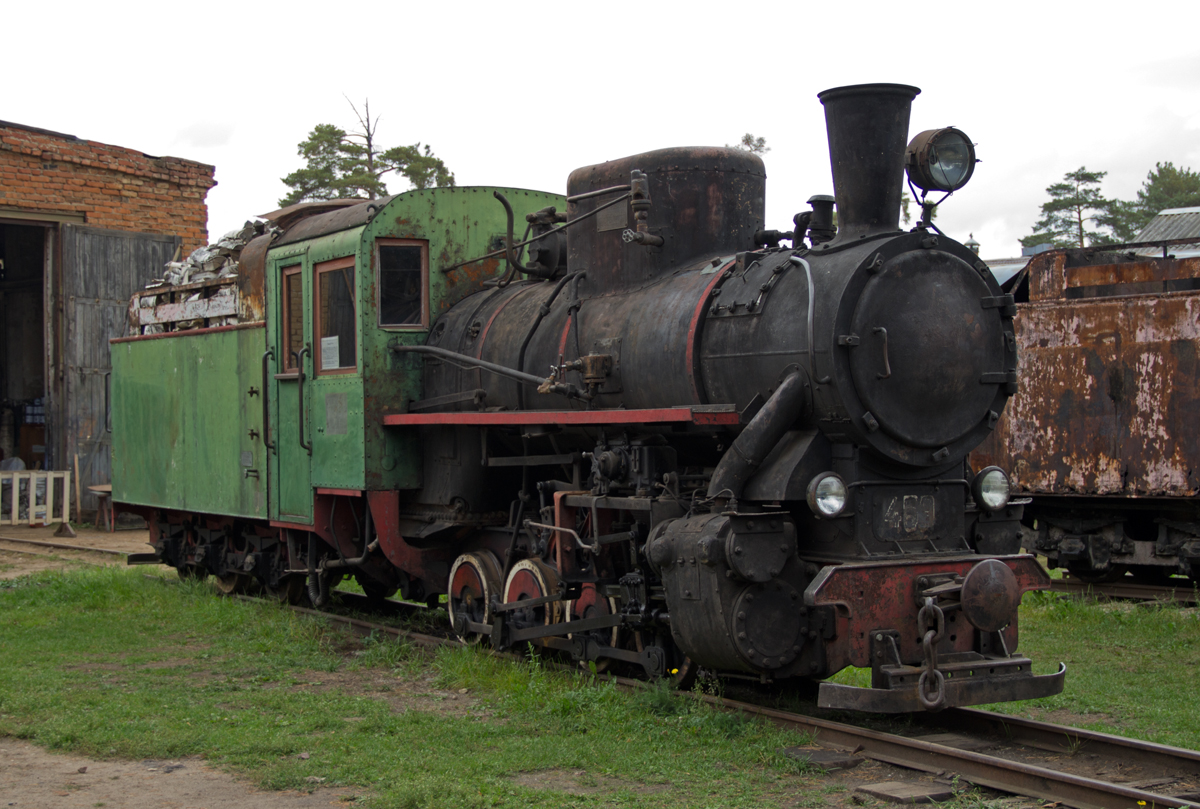
Паровоз К^{п}4-469 в музее

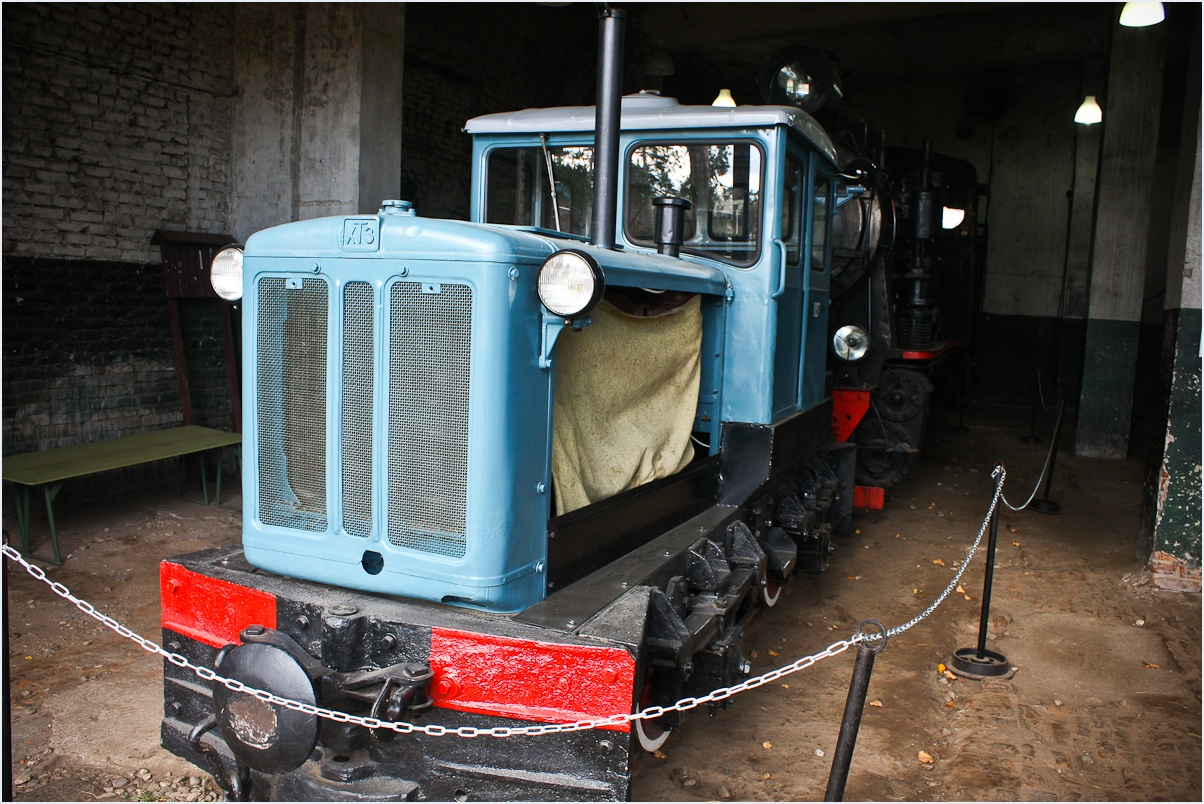
Двухосный мотовоз МД54-2

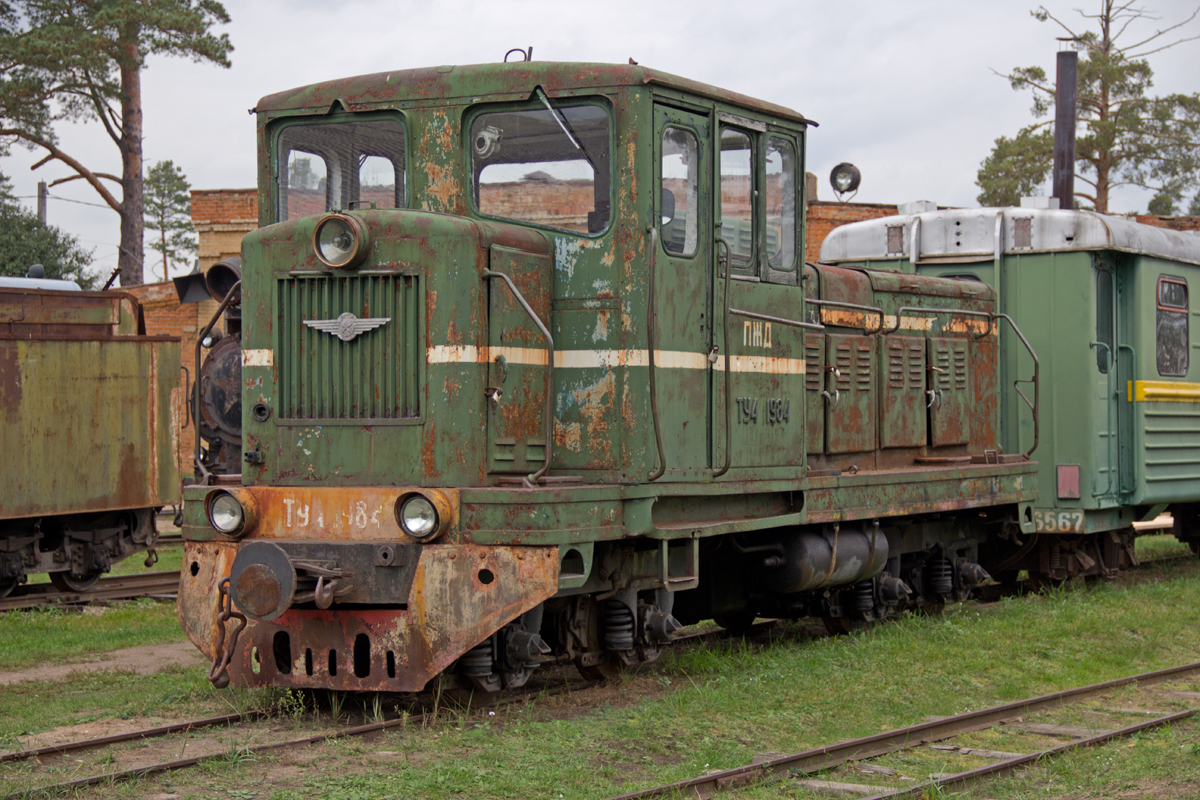
Тепловоз ТУ4-1984

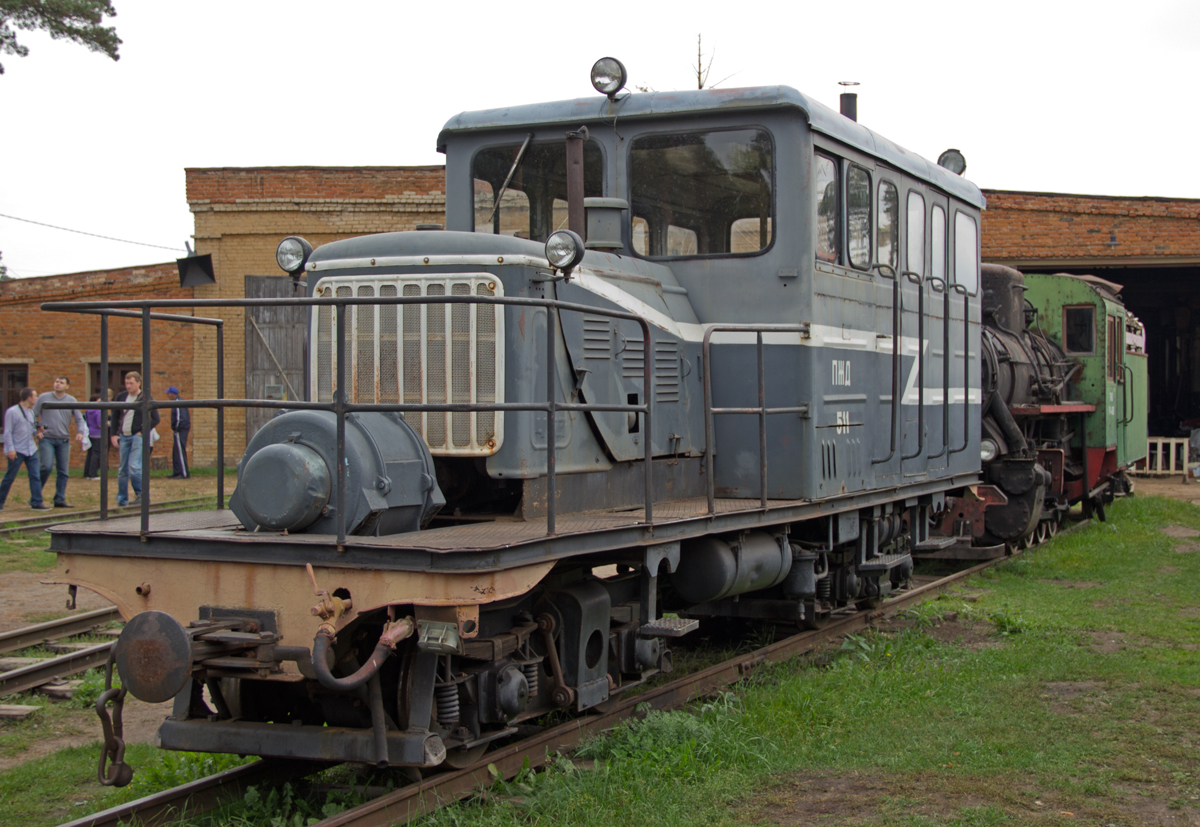
Самоходная электростанция ЭСУ2а-511

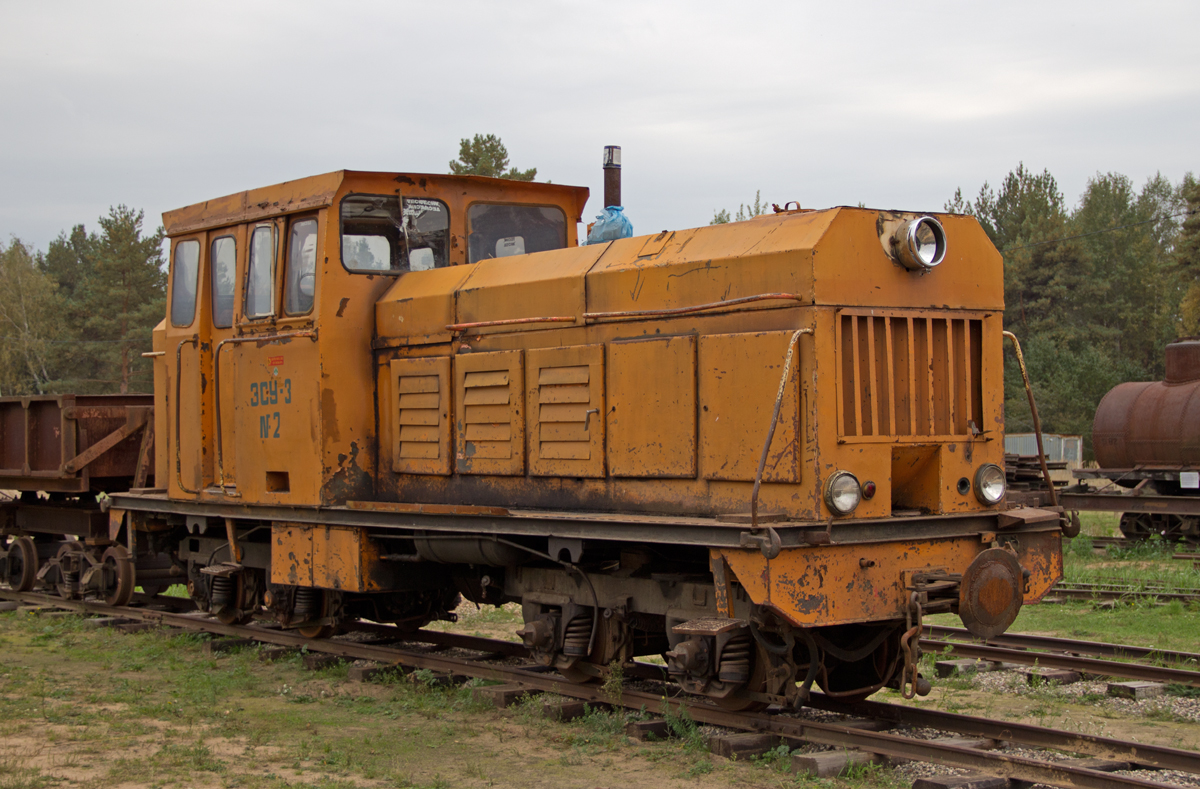
Самоходная электростанция ЭСУ3-2

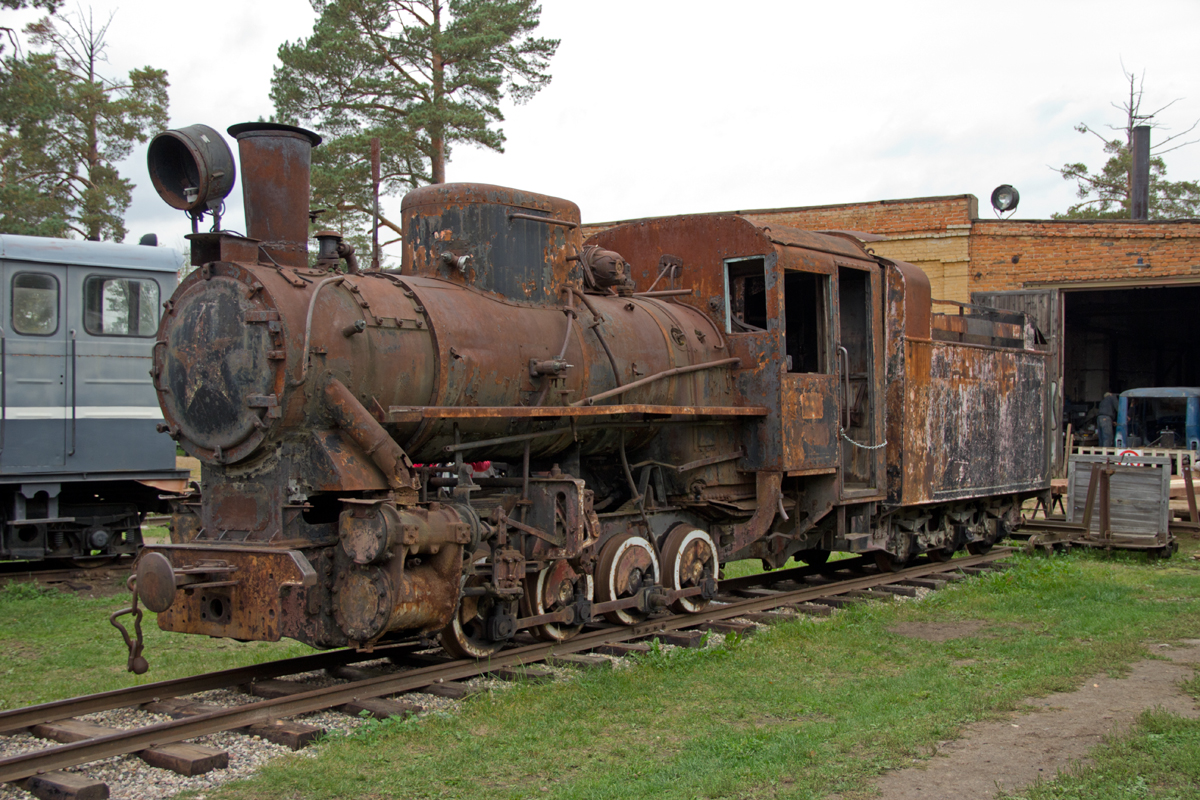
Паровоз К^{п}4-300

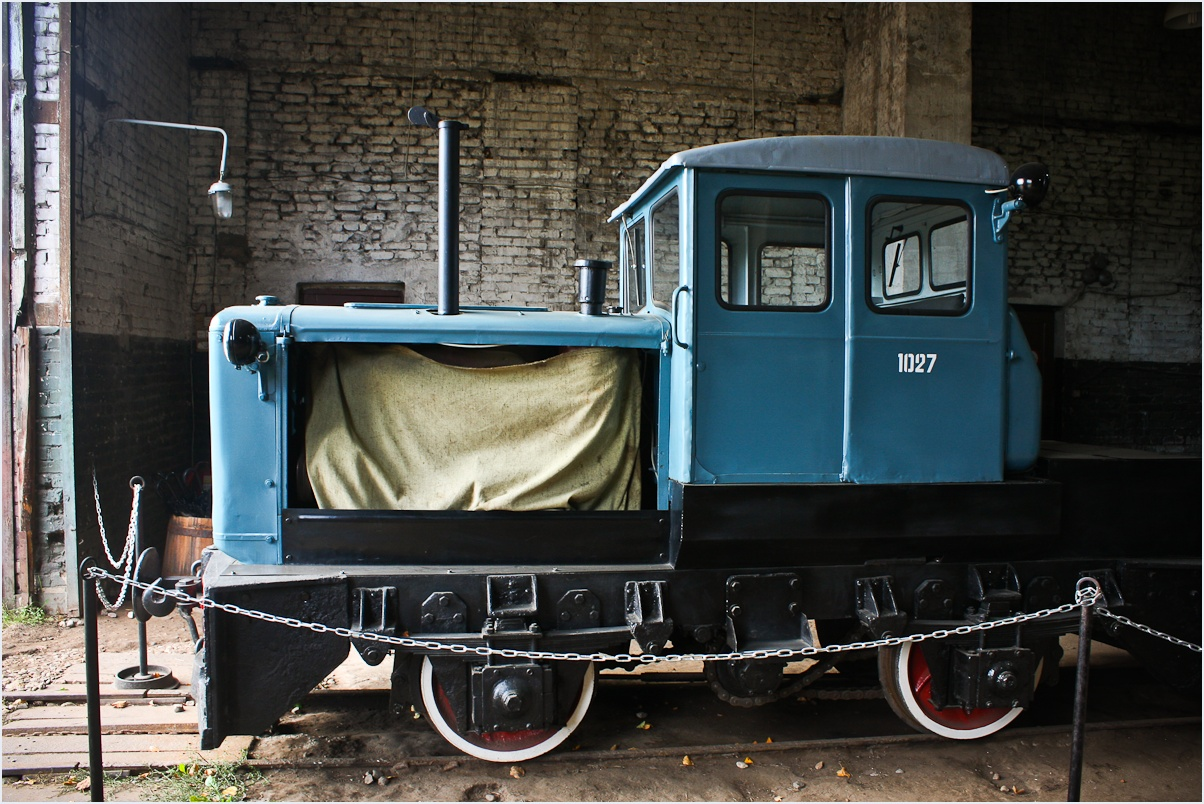
Двухосный мотовоз МД54-2

В 1989 году Вадим Вадимович Миронов познакомился с хозяином ярославского кооператива «Декор» Анатолием Фёдоровичем Гусевым. Они решили выкупить узкоколейную железную дорогу и превратить её в музей. Вадим Миронов и его супруга Кира финансировали поисковые экспедиции.
Музей был основан в 1991 году, отделившись от кооператива «Декор». Первоначально существовал в виде частной коллекции с ограниченным доступом для посетителей, но с возможностью организации на заказ поездок на ретро-поездах по Переславской железной дороге.
С 1998 года музей открыт для свободного посещения (с 2006 года посещение платное). Число посетителей доходит до восьми сотен в день.
В 2002—2004 годах музей неоднократно проводил паровозные фестивали для широкого круга посетителей. В 2002—2003 годах музей поддерживал регулярное пассажирское сообщение от посёлка Купанское до города Переславля. По данным 2006 года, музею принадлежало 2 километра пути.
В 2008 году музей получил 480 тысяч рублей от Благотворительного фонда В. Потанина «Меняющийся музей в меняющемся мире». На эти деньги «дорога отремонтирована, установлены дорожные знаки и указатели, выполненные в соответствии с правилами дорожного обустройства середины XX века, развешаны соответствующие плакаты. На въезде в посёлок оборудована парковка со сторожкой».
По состоянию на начало 2009 года — это единственный железнодорожный музей России, специализирующийся только на узкоколейной технике и автомобилях.
В 2010 году восстановлено 200 метров пути, переложена вся рельсошпальная решётка с полной заменой верхнего и нижнего строения пути.
В 2011 году восстановительные работы были продолжены и на сегодняшний день полностью действующим является участок пути около километра.
На 2012 год было запланировано продолжение восстановительных работ по замене рельсошпальной решетки и строений пути, строительство новых навесов для экспонатов, реставрация экспонатов.
По состоянию на 2021 год продолжаются ремонтные работы путей, экспонатов и здания депо.
В начале 2022 года полностью закончился ремонт крыши здания депо. С начала мая по июнь 2022 года группой энтузиастов-друзей музея была полностью расчищена вся линия от мусора, листвы, старых шпал и т. д. Энтузиасты также разобрали и вывезли старую сгнившую «платформу-декорацию», которую не убрали после себя участники киносъёмок. Также восстановили в самом конце линии тупик, который теперь видно заранее. Проведена полная ревизия всей линии. Ремонтные работы продолжаются.

## Экспозиция
В экспозиции музея представлены натурные образцы узкоколейной железнодорожной техники. Многие экспонаты уцелели в единственном экземпляре и имеют сертификаты памятников истории техники. Некоторые машины и механизмы восстановлены до рабочего состояния. Экспонаты зачастую требуют ремонта.

### Паровозы и их фрагменты
В коллекции музея четыре паровоза 1928—1955 годов выпуска, восстановленных до рабочего состояния, несколько машин, ожидающих восстановления, а также отдельные фрагменты очень редких на сегодняшний день паровозов:
- Паровоз 157—469 — Коломенского завода, 1928 г.п. (находится в процессе восстановления).
- Паровоз Фт4-028 — завода Тампелла (Финляндия), 1945 г.п. (единственный в мире уцелевший экземпляр) — восстановлен до рабочего состояния.
- Паровоз Гр-269 — завода имени Карла Маркса (Германия), 1950 г.п. (доставлен из Грозного, с недостроенной Грозненской детской железной дороги) (восстановлен до рабочего состояния).
- Паровоз Кп4-469 — завода имени Дзержинского в Хржанове (Польша), 1955 г.п. (восстановлен до рабочего состояния).
- Паровоз Кп4-300 — завода имени Дзержинского в Хржанове (Польша), 1954 г.п. (не восстановлен).
- Паровоз ВП4-2120 — Воткинского паровозостроительного завода, 1958 г.п. с трёхосным тендером ВП4-1862 (не восстановлен).
- Котёл паровоза типа О (осевая формула 0-4-0) — Коломенского завода, предположительно 1918 год.
- Фрагмент танк-паровоза серии Е (осевая формула 0-3-0) — Коломенского завода, 1921 год.
- Фрагмент танк-паровоза типа 0-3-0 колеи 900 мм — фирмы Краусс, 1880-е годы.
- Двухосный тендер паровоза серии 159, 1930-е годы.

### Дизельные локомотивы
- Четырёхосный мотовоз МД54-4-1547 — Истьинского машиностроительного завода, 1963 г.п. (восстановлен до рабочего состояния).
- Двухосный мотовоз МД54-2 — Истьинского машиностроительного завода (восстановлен до рабочего состояния в 2010 году).
- Тепловоз с гидропередачей — ТУ4-1984 Камбарского машиностроительного завода, 1969 г.п. (используется в хозяйственной деятельности).
- Четырёхосный мотовоз — самоходная электростанция ЭСУ2а-511 Губинского механического завода (используется в хозяйственной деятельности).
- Четырёхосный мотовоз — самоходная электростанция ЭСУ3-2 (находилась в музее на временном хранении с 2011 по 2017 год).

### Самоходный подвижной состав
- Пассажирская автодрезина № 51 — Шатурских железнодорожных мастерских, 1930-х г.п.
- Участковая автодрезина Уа № 4727 — Калужского машиностроительного завода, 1939 г.п.
- Пассажирская автодрезина ПД1 — Демиховского машиностроительного завода, 1950-х г.п.
- Автомотриса АМ-1-093
- Пожарная автодрезина ПМД-3-259 — Демиховского машиностроительного завода, 1960-х г.п.
- Грузовая автодрезина ГМД4 — Демиховского машиностроительного завода, 1960-х г.п.[11]
- Дрезина на базе автомобиля ЗИМ (ГАЗ-12)
- Мотодрезина ТДУ5 — Калужского машиностроительного завода, 1950-х г.п.
- Ручная дрезина — Выксунских железнодорожных мастерских, начало XX века

### Вагоны
- Пассажирские вагоны — Мальцовского завода, фирмы Гёрлиц (нем. Görlitz) и др. 1898—1935 годов постройки.
- Открытый пассажирский вагон треста «Азнефть», Бакинских нефтепромыслов 1928 года постройки (реконструирован «с нуля» до рабочего состояния в 2010 году).
- Грузовые вагоны различных заводов 1890—1960 годов постройки.
- Цистерны 1900—1920-х годов постройки.
- Плужные снегоочистители системы Бьёрке, 1928—1953 годов постройки.

### Железнодорожное оборудование
- Комплект электрожезловых аппаратов системы инженера Тре́гера образца 1924 года.
- Комплект станционного пожарного оборудования 1890-х — 1950-х годов.
- Колокол со станции Труфаново бывшей Тула-Лихвинской УЖД.

### Автомобили и тракторы
При музее имеется постоянно действующая экспозиция автотракторной и мото-техники 1930-х — 1950-х годов: ГАЗ-51, ГАЗ-М1, Willys MB, ЗИС-5 и другие образцы..

## Научно-просветительская деятельность
Сотрудники музея участвовали в подготовке и издании двух книг, статей в сборнике и журналах  по истории узкоколейных железных дорог России и СССР. Музей принимал участие в международной конференции (2003), поддерживает тесные контакты с отечественными и зарубежными исследователями истории техники. В музее проводятся экскурсии, позволяющие посетителям ознакомиться с историей узкоколейных железных дорог, устройством паровоза и другой железнодорожной техники.

## Интересные факты
Экспонаты музея принимали участие в съёмках. На территории музея снимались некоторые эпизоды фильма Петра Тодоровского «Анкор, ещё анкор» (1992), многие эпизоды телесериала «Диверсант» Андрея Малюкова (2004), телесериала «Диверсант. Конец войны» Игоря Зайцева (2007), «Сердце врага» Александра Высоковского .